# Електра
Електра (грч. Ήλέκτρα) (лат. Electra) у грчкој митологији може бити:
- Електра кћерка микенског краља Агамемнона и његове жене Клитемнестре.[1]
- Електра кћерка Титана Океана и његове жене Тетиде.
- Електра кћерка Титана Атланта и океаниде Плеоне.

Електра је један од најпопуларнијих митолошких ликова у трагедијама. Она је главни лик у две грчке трагедије, Електра по Софоклу и Електра по Еурипиду. Она је исто тако централна фигура у позоришним комадима Есхилa, Алфиерија, Волтерa, Хофманстала, и Јуџин О’Нил. Њена карактеристика може се изразити као осветољубива душа у носиоцима либације, јер она планира напад са својим братом да убије змију Клитемнестру.
У психологији је Електрин комплекс именован по њој.

## Електра - Агамемнонова кћи
Електра је била Агамемнонова и Клитемнестрина кћи, Орестова и Ифигенијина сестра. Када се њен отац, краљ Агамемнон вратио из Тројанског рата, Електра је била одсутна из Микене, а њега убијају његова жена Клитемнестрина и њен љубавник Егист. Егист и Клитемнестра су тада убили и Касандру, тројанску пророчицу коју је Агамемнон довео са собом из Тројанског рата као ратни плен.
Осам година касније, из Атине, Орест доводи Електру у Микену, и на очевом гробу су се договорили о освети. Осветили су смрт свога оца тако да је Орест, са пријатељем Пиладом убио и Клитемнестру и Егиста. Орест, после неког времена губи разум јер су га почеле прогонити Фурије које су биле задужене за спровођење крвне освете.
Орест се склонио у храм у Делфима, и мада му је Аполон наредио да освети оца, Аполон је био беспомоћан да спречи последице целог догађаја, па се одржало суђење богова на Акропољу. Глас богиње Атине је био одлучујући тако да се бес богова после тога стишао.
Фурије никада нису прогониле Електру.
- Еурипид у своме делу Ифигенија у Тауриди прича сасвим другачију причу.

Ореста су Фурије довеле до Тауриде на Црном мору где је његова сестра Ифигенија била заточена да припрема жртве Артемиди). Када су Фурије довели Ореста и Пилада да и они буду жртве, Ифигенија и Орест су се препознали па су заједно побегли.
Пилад је помогао Оресту и Електри да убију мајку и њеног љубавника, а онда се Пилад заљубио у Електру и они су на крају постали муж и жена.

## Електра - Океанова кћи
Електра кћерка Титана Океана и његове жене Тетиде се удала се за бога мора Тауманта, са којим је имала четири кћерке: Ириду и три Харпије.

## Електра - Атлантова кћи
Електра је била кћерка Титана Атланта и океаниде Плеоне. Удала се за Зевса и имала је два сина Дардана и праоца оснивача Троје, Ила, и кћерку Хармонију. Зевс је Електру, заједно са шест сестара пренио на небо и претворио је у Влашиће (Плејаде). Након пада Троје, Електра је, због жалости распустила косу и лута небом као звезда репатица.

## Убиство Клитемнестре
Према Есхилу, Орест је препознао Електрино лице испред Агамемнонове гробнице, где су обојe отишли да врше обреде мртвима, и они су се договорили како Орест треба да изврши своју освету. Орест и његов пријатељ Пилад, син краља Строфија из Фокиде и Анаксибије, убили су Клитемнестру и Егиста (по неким причама уз помоћ Електре).
Пре своје смрти, Клитемнестра је проклела Ореста. Ериније или Фурије, чија је дужност да казне свако кршење веза породичне побожности, испуњавају ову клетву својом муком. Прогоне Ореста, позивајући га да оконча свој живот. Ериније нису прогањале Електру.
У Ифигенеји у Тауриди, Еурипид прича причу нешто другачије. У његовој верзији, Ореста су Фурије одвеле у Таурис на Црном мору, где је држана његова сестра Ифигенија. Њих двоје су се срели када су Орест и Пилад доведени у Ифигенију да буду спремни за жртвовање Артемиди. Ифигенеја, Орест и Пилад су побегли из Тауриса. Фурије, умирене поновним окупљањем породице, умањиле су прогон. Електра се тада удала за Пиладеса.

## О Електри
- Есхил: Орестија трагедије[16][17][18]
- Софокло: Електра, трагедије[19][20][21]
- Еурипид: Електра, трагедије[6][7][22]
- Еурипид: Ифигенија у Тауриди, трагедије
- Еуген О Нил: Електри пристаје црнина, драма[23][24]
- Жан Пол Сартр: Мухе, драма[25][26]
- Рихард Штраус: Електра, опера
- Данило Киш: Електра, драма